# 埼玉県道230号東吾野停車場線

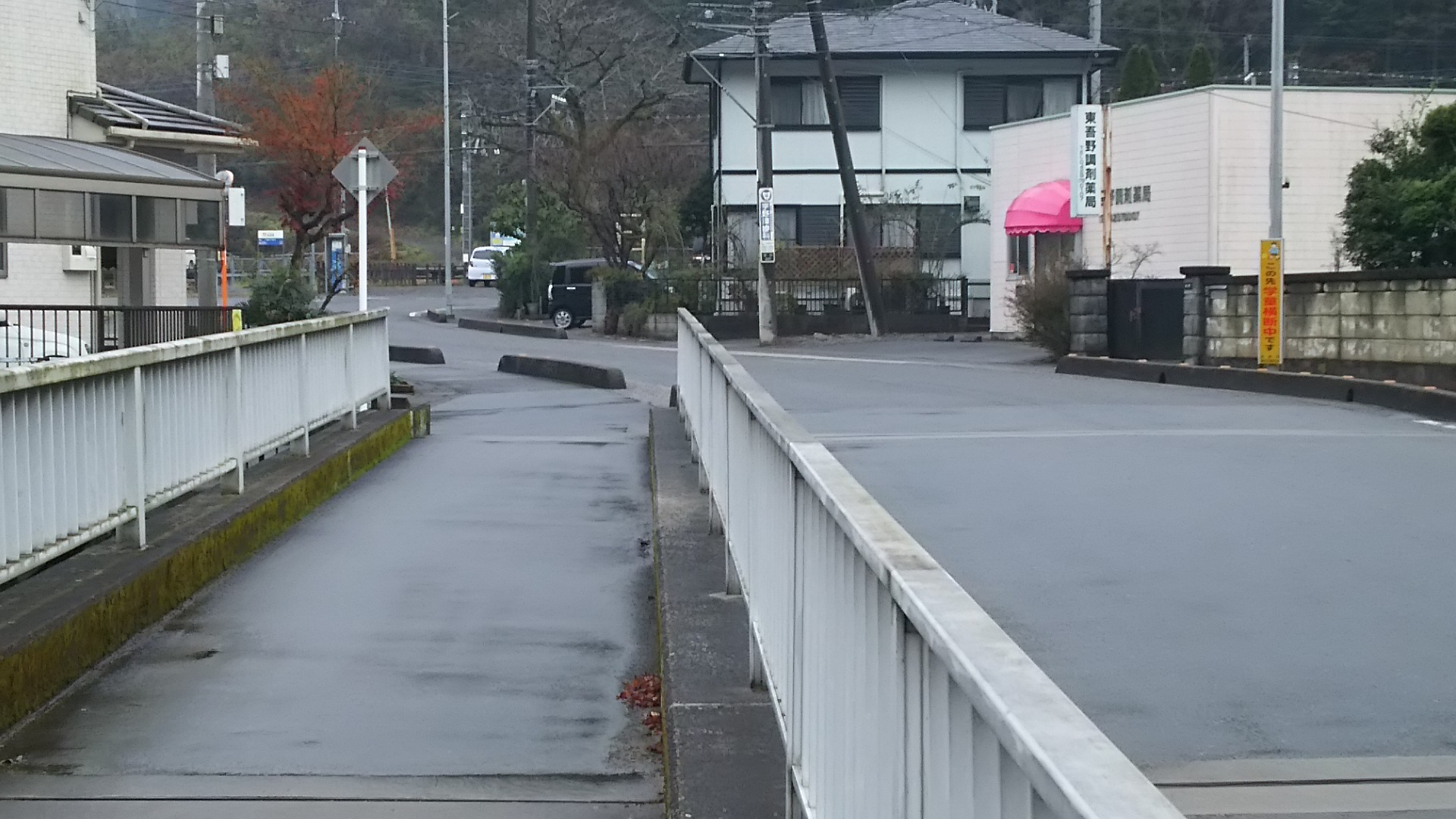
飯能市平戸付近

埼玉県道230号東吾野停車場線（さいたまけんどう230ごう ひがしあがのていしゃじょうせん）は、埼玉県飯能市内に設定されている都道府県道である。

## 路線概要
- 起点：東吾野停車場
- 終点：国道299号交点
- 総距離：80m

## 沿道状況
東吾野駅から北へ進路を伸ばし、国道299号（秩父・さいたま方面）と接続する。東吾野駅から南に抜ける道路（青梅方面）は当道路の延長線上であるが飯能市道である。

## 通過する自治体
- 埼玉県
  - 飯能市

## 接続・交差する主な道路
- 国道299号

## 沿線
- 西武池袋線 東吾野駅